# Ilex integerrima
Ilex wholerima é um gênero de plantas com flores .  Isso foi descrito pela primeira vez por Vell., e recebeu o nome exato de Reiss..  Ilex wholerima pertence ao gênero Ilex e à família Aquifoliaceae .
Este tipo de planta pode ser encontrado em:
- Nordeste, Sudeste e Sul do Brasil
  - Bahia
  - Espírito Santo
  - São Paulo
  - Rio de Janeiro
  - Paraná
  - Santa Catarina

Não há tipos listados como este.